# نرم‌افزار کنترل از راه دور رایانه

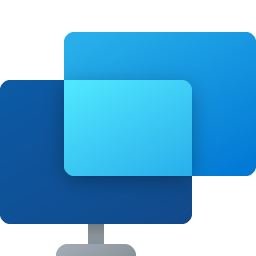
Remote Desktop control(RDP)

در رایانش، اصطلاح ریموت‌دسکتاپ (به انگلیسی: Remote Desktop) به یک نرم‌افزار یا قابلیتی در سیستم عامل اشاره دارد که به محیط دسکتاپ رایانه شخصی اجازه می‌دهد تا کنترل از راه دور بر روی یک سیستم (معمولاً یک رایانه شخصی) اجرا و در یک دستگاه کارخواه جداگانه نمایش داده شود. همچنین می‌تواند به عنوان کنترل از راه دور یک رایانه با استفاده از دستگاه دیگری که از طریق اینترنت متصل شده‌است استفاده شود.